# Lillsjön, Skåne
Lillsjön är en sjö i Örkelljunga kommun i Skåne och ingår i Rönne ås huvudavrinningsområde. Sjön är 4 meter djup, har en yta på 0,166 kvadratkilometer och befinner sig 85 meter över havet. Sjön avvattnas av vattendraget Lärkesholmsån.

## Delavrinningsområde
Lillsjön ingår i det delavrinningsområde (624244-134667) som SMHI kallar för Mynnar i Hjälmsjön. Medelhöjden är 112 meter över havet och ytan är 34,7 kvadratkilometer. Det finns inga avrinningsområden uppströms utan avrinningsområdet är högsta punkten. Lärkesholmsån som avvattnar avrinningsområdet har biflödesordning 3, vilket innebär att vattnet flödar genom totalt 3 vattendrag innan det når havet efter 51 kilometer. Avrinningsområdet består mestadels av skog (70 procent), öppen mark (11 procent) och jordbruk (10 procent). Avrinningsområdet har 1,16 kvadratkilometer vattenytor vilket ger det en sjöprocent på 3,4 procent.